# Honda CBF
La CBF est une gamme de motocyclette commercialisée par Honda. Elle est disponible en 125, 250, 500, 600 ou 1 000 cm3.

## CBF 250
La CBF 250, produite au Brésil, n'a pas été importée en France, sans doute en raison du médiocre accueil réservé dans ce pays, aux motos routières de cette cylindrée. Celles qui y circulent ont donc été acquises dans des pays voisins : Espagne, Belgique, Suisse, Royaume-Uni. 
De conception moderne (moteur multi-soupape à double ACT ; partie-cycle avec bras oscillant en aluminium et mono-amortisseur), cette moto simple, légère et économique, a aussi été commercialisée, dans différents pays, sous l'appellation CBX 250 Twister.

## CBF 500
La Honda CBF 500, produite de 2004 à 2007, est l'héritière de la CB 500.
Cette nouvelle version est un modèle totalement revu : nouveau cadre (le même que pour la 600 CBF), nouvelle esthétique, nouvel équipement : tout est nouveau, sauf le moteur qui reste inchangé, mais dont la cartographie "3D" assouplit le comportement à bas et moyen régime. Un capteur de position des papillons des gaz a été adapté, relié au CDI, il a permis de dépolluer le moteur et d'adapter un pot catalytique. À l'usage le moteur se révèle plus souple mais moins puissant que sur le modèle précédent. Boîte 6 vitesses aux rapports assez courts pour compenser le rapport poids/puissance
Parmi les originalités, on note un ABS en option qui fait perdre un peu d'efficacité au simple disque, déjà sous-dimensionné.
La construction est très robuste : cadre emprunté à la 600 CBF (mais selle non réglable en hauteur), pneu arrière de 160 mm de large, fourche massive, etc. Pour la catégorie, ce modèle se révèle un peu lourd mais très sûr et doux à conduire. La CBF 500 a fait une très longue carrière dans les moto-écoles.
Sur le marché français, où elle a représenté l'entrée de gamme pour les grosses cylindrées de la marque, elle est en concurrence avec la Suzuki GS 500 et de la Kawasaki ER-5.
Pour les jeunes conducteurs (tenus par la limitation à 47,5 cv), le bridage est simple (une simple butée à l'accélérateur) et peu pénalisant. Les derniers modèles ont été distribués en 2007.

## CBF 600
Deux variantes existent : la version S semi carénée, et la version N « naked » sans carénage. L'ABS est disponible en option offrant deux nouvelles variantes : SA et NA.
Ce modèle est conforme à la philosophie de polyvalence de la marque Honda, efficace mais discret. Si son aspect ne révèle rien de surprenant, ce modèle est d'une grande facilité de prise en main. Les critiques annoncent son adéquation avec les pilotes peu expérimentés ou occasionnels et les trajets urbains ou semi-urbains.
Il est à noter la possibilité assez rare de pouvoir modifier la hauteur de selle.

## CBF 1000
Il existe deux versions de cette moto :
- Le CBF 1000 ABS produit jusqu'en 2010.
Ce modèle est le résultat d'une volonté de lier facilité d'utilisation, sécurité, prix contenu, performances adaptées et style moderne et sportif. Laissant de côté le look acéré et épuré des gros roadsters, cette moto connaît le succès pour sa fiabilité, malgré son esthétique somme toute banale. La qualité de son cadre, son bloc moteur puissant et coupleux associé à une bonne capacité de reprise grâce au choix du rapport final de transmission, en font une moto au comportement sain.
- Le CBF 1000 F produit à partir de  2010.
Ce modèle est principalement un redesign esthétique de la version précédente.